# Wozzeck
Wozzeck es una ópera en tres actos con música y libreto en alemán del compositor austriaco Alban Berg. Se trata de la primera y más famosa de sus óperas. Fue compuesta entre 1914 y 1922 y se estrenó el 14 de diciembre de 1925 en la Ópera Estatal de Berlín, bajo la dirección de Erich Kleiber.
Está basada en la obra inconclusa de teatro del dramaturgo alemán Georg Büchner, Woyzeck. Berg trabajó en el libreto para crear una ópera de tres compactos actos, con cinco escenas cada uno. Tiene un lugar sólido en el repertorio tradicional, y anualmente se representa en varios lugares del mundo. Si bien su estilo musical es desafiante, la calidad de la obra de Berg (en particular, la caracterización de las situaciones con técnicas musicales claramente definidas) la hace una ópera moderna que satisface hasta al oyente más tímido. Evita los estereotipos operísticos, siendo seria y persuasiva al mismo tiempo. Su tema - la inevitabilidad de la dureza y la explotación de los pobres - está presente en forma brutal y sin compromisos.

## Historia

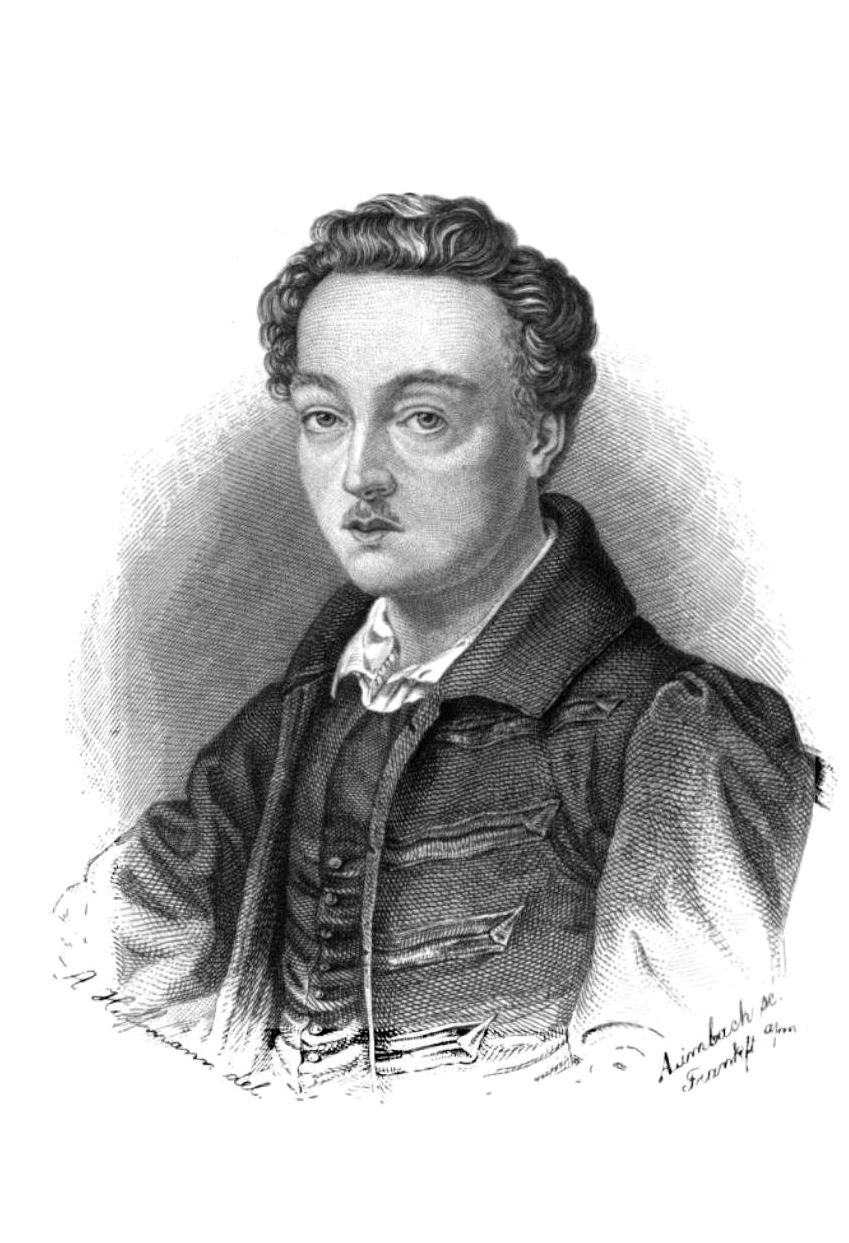
Georg Büchner.

Wozzeck está basada en el drama inconcluso del dramaturgo Georg Büchner, Woyzeck (titulado inicialmente Wozzeck por error de edición). Berg asistió a la primera representación de aquella obra en Viena el 5 de mayo de 1914, y entonces decidió escribir una ópera sobre ella. Movilizado por la Primera Guerra Mundial, cuando adquirió un puesto burocrático en el Ministerio de Guerra continuó la composición de su obra, sin embargo no fue hasta que finalizó la Guerra que pudo dedicarse plenamente a ella.
Terminó la ópera en abril de 1922. Ese mismo año publicaba la reducción pianística en la casa editora Universal Edition con apoyo económico de su gran amiga Alma Mahler, viuda de Gustav Mahler, compositor que tanto admiró. La obra fue rechazada por varios teatros de ópera en Europa, por lo que aconsejado por el director Hermann Scherchen, escribió una especie de suite para soprano y orquesta (Drei Bruchstücke aus Wozzeck - Tres fragmentos de Wozzeck) para llamar la atención sobre ella. Los tres fragmentos de escenas se estrenaron en Fráncfort del Meno en 1924 dirigidas por Scherchen; la acogida de las piezas fue impresionante. Entonces la Ópera Estatal de Berlín la escogió, y fue estrenada por el director Erich Kleiber el 14 de diciembre del mismo año. Tuvo gran éxito y catapultó a la fama internacional a Berg. Fue representada en los mejores teatros de ópera, e hizo a Berg el compositor más conocido de la Segunda Escuela de Viena, lo que le permitió vivir más confortablemente y dedicarse de pleno a la composición. Invirtió entonces (entre los años 20 a los 30) buena parte de su tiempo en viajar para asistir a representaciones y dar conferencias sobre la ópera.
Esta ópera sigue en el repertorio, aunque no está entre las más representadas; en las estadísticas de Operabase aparece la n.º 69 de las cien óperas más representadas en el período 2005-2010, siendo la 9.ª en Austria y la primera de Berg, con 56 representaciones.

## Personajes
| Personaje                                                  | Tesitura          | Reparto el 14 de diciembre de 1925 Director: Erich Kleiber |
| ---------------------------------------------------------- | ----------------- | ---------------------------------------------------------- |
| Wozzeck (soldado)                                          | barítono          | Leo Schützendorf                                           |
| Marie (amante de Wozzeck)                                  | soprano dramática | Sigrid Johanson                                            |
| Capitán (jefe de Wozzeck)                                  | tenor bufo        | Waldemar Henke                                             |
| Doctor (médico del cuartel)                                | bajo bufo         | Martin Abendroth                                           |
| Andrés (soldado)                                           | tenor lírico      | Gerhard Witting                                            |
| Tambor Mayor (jefe de la banda de tambores)                | tenor dramático   | Fritz Soot                                                 |
| Margret (prostituta, vecina de Marie)                      | contralto         | Jessika Koettrik                                           |
| Niño (hijo de Wozzeck y Marie)                             | Voz de tiple      |                                                            |
| Un Obrero                                                  | bajo              |                                                            |
| Un Obrero                                                  | barítono lírico   |                                                            |
| Un Loco                                                    | tenor ligero      |                                                            |
| Campesinos, soldados, banda de tambores, prostitutas, etc. |                   |                                                            |

## Argumento
Relata la historia de Franz Wozzeck, un antiguo soldado que ha tenido un hijo con Marie, una antigua prostituta. Sirve de cobaya de los experimentos de un médico y es víctima de alucinaciones que lo distancian de Marie. Wozzeck descubre pronto que ella le es infiel; sigue un desenlace dramático.

### Acto I
Escena 1 (Suite)
Wozzeck está afeitando al Capitán que le regaña por llevar una vida inmoral, en particular por tener un hijo "sin la bendición de la Iglesia". Wozzeck protesta diciendo que es difícil ser virtuoso y pobre, pero anima al Capitán a recordar la lección del Evangelio, ""Laßet die Kleinen zu mir kommen!"" ("Dejad que los niños se acerquen a mi," Marcos 10:14).
Escena 2 (Rapsodia y Canción de caza)
Wozzeck y Andrés están cortando la maleza al atardecer. Wozzeck tiene visiones estremecedoras y Andrés intenta calmarlo sin éxito.
Escena 3 (Marcha y nana)
Los militares desfilan bajo la ventana de Marie. Margret riñe a Marie por flirtear con los soldados. Marie cierra la ventana y canta una nana a su hijo. Luego llega Wozzeck, que viene y le habla de sus terribles visiones.
Escena 4 (Pasacalles)
El doctor reprende a Wozzeck por no seguir sus instrucciones en relación con dieta y comportamiento, pero cuando oye hablar de las aberraciones mentales de Wozzeck, se queda encantado y se felicita a sí mismo por el éxito de su experimento.
Escena 5 (Rondó)
Marie admira al tambor mayor fuera de su habitación. Ante sus avances, ella primero lo rechaza pero luego, después de una breve lucha, lo acepta.

### Acto II
Escena 1 (Sonata-Allegro)
Marie admira los pendientes que el tambor mayor le ha regalado. Se sobresalta cuando llega Wozzeck y le pregunta de dónde los ha sacado, ella dice que los encontró. No muy convencido, Wozzeck le da algo de dinero y se marcha.
Escena 2 (Fantasía y Fuga sobre tres temas)
El doctor atemoriza al capitán especulando con las enfermedades que pueden sobrevenirle. Cuando Wozzeck llega, insinúan que Marie le es infiel.
Escena 3 (Largo)
Wozzeck se enfrenta a Marie, quien no niega las acusaciones. Encolerizado, Wozzeck va a golpearla, pero ella lo detiene.
Escena 4 (Scherzo)
En la multitud, Wozzeck ve a Marie bailando con el tambor mayor. Un aprendiz lanza un sermón de borracho, luego un idiota se acerca a Wozzeck y grita que la escena es ""Lustig, lustig...aber es riecht …Ich riech, ich riech Blut!"" ("Alegre, alegre, pero hiede... Huelo, huelo sangre").
Escena 5 (Rondó)
En el barracón, Wozzeck es incapaz de dormir. Llega el tambor mayor, ebrio, y saca a Wozzeck de la cama para luchar con él.

### Acto III
Escena 1 (Invención sobre un tema)
En su habitación por la noche, Marie lee la Biblia. Grita que desea el perdón.
Escena 2 (Invención sobre una sola nota: si)
Wozzeck y Marie pasean por el bosque. Marie desea irse, pero Wozzeck la sujeta. Se alza en el cielo una luna roja, Wozzeck decide que si no puede tener a Marie, nadie más podrá, y la apuñala.
Escena 3 (Invención sobre un ritmo)
La gente baila en una taberna. Entra Wozzeck, baila con Margret y la insulta, luego le pide que cante una canción. Ella canta, pero entonces nota que hay sangre en su mano y codo; todo el mundo empieza a gritarle, y Wozzeck huye, agitado y obsesionado con su sangre.
Escena 4 (Invención sobre un acorde de seis notas)
Wozzeck se obsesiona con el pensamiento de que el puñal con el que mató a Marie lo incriminará, y lo arroja a un estanque. Cuando la luna roja aparece de nuevo Wozzeck, temiendo no haber lanzado el cuchillo demasiado lejos de la orilla y queriendo además limpiarse la sangre que mancha su ropa y sus manos, entra en el estanque y se ahoga. El capitán y el doctor, al pasar, oyen a Wozzeck lamentarse y se escapan atemorizados. La subida de la orquesta durante el ahogamiento es citada por Luciano Berio en su "Sinfonía" (1968–69).
Interludio (Invención sobre una tonalidad: re menor)
Este interludio lleva al final.
Escena 5 (Invención sobre un moto perpetuo de ocho notas, quasi toccata) 
A la mañana siguiente, los niños juegan al sol. Se difunden las noticias de que han encontrado el cuerpo de Marie y todos van a verlo, salvo el hijo de Marie, que después de un momento de parecer ajeno a todo lo que le rodea, sale detrás de los otros.

## Análisis musical

### Estilo musical
Wozzeck es uno de los ejemplos más famosos de atonalidad. Berg siguió los pasos de su maestro Schoenberg componiendo en atonalidad libre para expresar emociones y los procesos mentales de los personajes del drama. No sólo fue la expresión de la locura y la alienación con el poder de la música atonal, sino los grandes temas del amor y la humanidad y el deseo de la gente común por la dignidad frente a la brutalidad y el abuso son los que Berg musicalizó tan magistralmente. Tal es la cuidadosa observación de la vida real que es capaz de crear retratos de lo ordinario (la escena de la taberna - la habitación de Marie) o lo mundano (los soldados durmiendo en sus barracas). Para esos momentos hizo uso de los estilos de la música popular, trabajando sus patrones rítmicos y melódicos pero sin sus implicaciones armónicas.
Si bien la música es atonal en el sentido que no sigue las reglas de la tonalidad mayor/menor dominante en Occidente durante los períodos barroco, clásico y romántico, la pieza está escrita con otros métodos para controlar las notas en el fluir armónico. El tritono Si natural y Fa natural, por ejemplo, representan a Wozzeck y Marie, permanentemente en conflicto entre sí. La combinación de Si bemol y Re bemol representa la relación entre Marie y el niño. De esta modo la ópera retorna constantemente a ciertas tonalidades para marcar ciertos momentos en la trama. Esto no es lo mismo que un centro tonal, pero a lo largo de la obra la repetición de estas notas establece continuidad y estructura.

### Instrumentación
La plantilla instrumental original de Wozzeck es muy grande: una inmensa orquesta sinfónica (a 4), una banda militar, una típica banda aldeana alemana y en una de las escenas (la 3.ª del Acto II) un pequeño grupo de cámara (de la misma configuración que la Sinfonía de Cámara Op. 9 de su maestro Arnold Schoenberg, un pequeño homenaje). En total, casi 200 músicos, y sin considerar al elenco vocal. Por ello, la obra, pese a su popularidad, ha sido muy difícil de representar. Por esa razón, se han realizado versiones para elencos más pequeños y accesibles, hasta el momento dos: una para grupo de cámara de John Rea (1995) y otra para una orquesta normal (a 2) de Eberhard Kloke (2004). Gracias a ellas Wozzeck va acrecentando su popularidad en los últimos tiempos (en Latinoamérica ya se ha representado en Argentina, Chile y Colombia). Aquí tenemos la conformación original:
- En el foso:
  - Orquesta: 4454-4441-2 timbales, 4 mús. en percusión, celesta, arpa, cuerdas
  - Orquesta de cámara: 1232-2000 - cuerdas(11111)

- En escena:
  - Una banda aldeana (2-4 violines, clarinete, acordeón, guitarra, tuba baja)
  - Una banda militar: 3222-2231 - percusión, piano

La partitura original y las versiones son editadas por Universal Edition. El manuscrito de la ópera está en la Congress Library de Washington (fue llevada ahí por gestión de Schoenberg en 1934).

### Libreto
De los fragmentos de escenas desordenadas dejadas por Büchner, Berg eligió 15 en una estructura compacta de tres actos con cinco escenas cada uno. Adaptó el libreto mientras iba componiendo las diversas escenas.

## Influencia
Por todo lo dicho anteriormente, Wozzeck es una obra de gran influencia en la historia de la ópera, que ha dejado una huella indeleble. El concepto de ópera de tema social, la historia de un hombre al borde de la locura, la inclusión de formas instrumentales en la ópera, la alusión a la música popular y banal, el juego tonal-atonal, en fin, todas ellas han sido ideas atractivas e inspiradoras usadas por compositores posteriores.
Tenemos Dantons Tod (otro drama de Büchner) de Gottfried von Einem, Die Soldaten de Bernd Alois Zimmermann (drama de Jakob Lenz), Jakob Lenz de Wolfgang Rihm (también Büchner), Lear de Aribert Reimann; Reigen de Philippe Boesmans (drama de Arthur Schnitzler); incluso Peter Grimes de Benjamin Britten, Bomarzo de Alberto Ginastera y Eight Songs for a Mad King de Peter Maxwell Davies.

## OtrosWozzeck
- El 22 de abril de 1926 se presentó en Bremen, cuatro meses después del estreno de la ópera de Berg, otro Wozzeck. Era obra del compositor alemán Manfred Gurlitt. Esta ópera consta de un solo acto con 18 escenas y un epílogo y ha permanecido a la sombra de la de Berg, aunque en 1993 se grabó una versión de ella.
- En 1993, el compositor estadounidense Philip Glass compuso música incidental para Woyzeck.
- En 2002 se lanzó el álbum Blood Money, con canciondes de un musical basado en Woyzeck dirigido por Robert Wilson (director) y con música de Tom Waits.
- En 2004 Helmut Oehring escribió WOZZECK kehrt zurück, ópera en 3 actos con textos de Büchner, Lutero, Theodor Fontane y el mismo Oehring, estrenada en Aquisgrán. Ver referencia.[2]
- Nick Cave también ha escrito música para la producción islandesa de la obra.

## Grabaciones
En la página web Operadis aparecen 32 grabaciones de la ópera. La siguiente selección de la discografía está realizada incluyendo las mencionadas en La discoteca ideal de la ópera, y La discoteca ideal de música clásica.
| Año  | Elenco (Wozzeck, Marie, Doctor, Tambor Mayor, El Capitán, Andrés)                                             | Director, Teatro y orquesta                                            | Sello discográfico  |
| ---- | --- | ---------------------------------------------------------------------- | ------------------- |
| 1964 | Dietrich Fischer-Dieskau, Evelyn Lear, Karl Christian Kohn, Helmut Melchert, Gerhard Stolze, Fritz Wunderlich | Karl Böhm, Orquesta y coro de la Deutsche Oper de Berlín               | Deutsche Grammophon |
| 1966 | Walter Berry, Isabel Strauss, Karl Dönch, Fritz Uhl, Albert Weikenmayer, Richard Van Vrooman                  | Pierre Boulez, Orquesta y coro de la Ópera de París                    | CBS                 |
| 1980 | Eberhard Wächter, Anja Silja, Alexander Malta, Hermann Winkler, Heinz Zednik, Horst Laubenthal                | Christoph von Dohnányi Filarmónica de Viena, Coro de la Ópera de Viena | Decca               |
| 1987 | Franz Grundheber, Hildegard Behrens, Aage Haugland, Walter Raffeiner, Heinz Zednik, Philip Langridge          | Claudio Abbado Filarmónica de Viena, Coro de la Ópera Estatal de Viena | Deutsche Grammophon |